# Cooperativa Habitacional dos Bancários de São Paulo
Bancoop é uma Cooperativa Habitacional dos Bancários de São Paulo, fundada em 1996, tendo na sua criação o ministro das Relações Institucionais do governo Dilma Rousseff, Ricardo Berzoini, como diretor técnico, e João Vaccari Neto como diretor do conselho fiscal. O primeiro empreendimento lançado pela Bancoop foi o Torres de Pirituba, ainda em 1996. Foi presidida por Luiz Eduardo Malheiro, morto em acidente de carro em novembro de 2004. Acusada de irregularidades e em crise financeira, a Bancoop deixou três mil famílias sem receber os apartamentos.
Foi presidida posteriormente por João Vaccari Neto até 2010.
A cooperativa ganhou notoriedade ao ser citada na Operação Lava Jato pelo entrega do suposto triplex do ex-presidente Luiz Inácio Lula da Silva, no edifício Solaris, já citado como de propriedade do ex-presidente pela TV Globo desde 2010, antes da operação, mas negado pelo ex-presidente, em janeiro de 2016.